# Ту-141

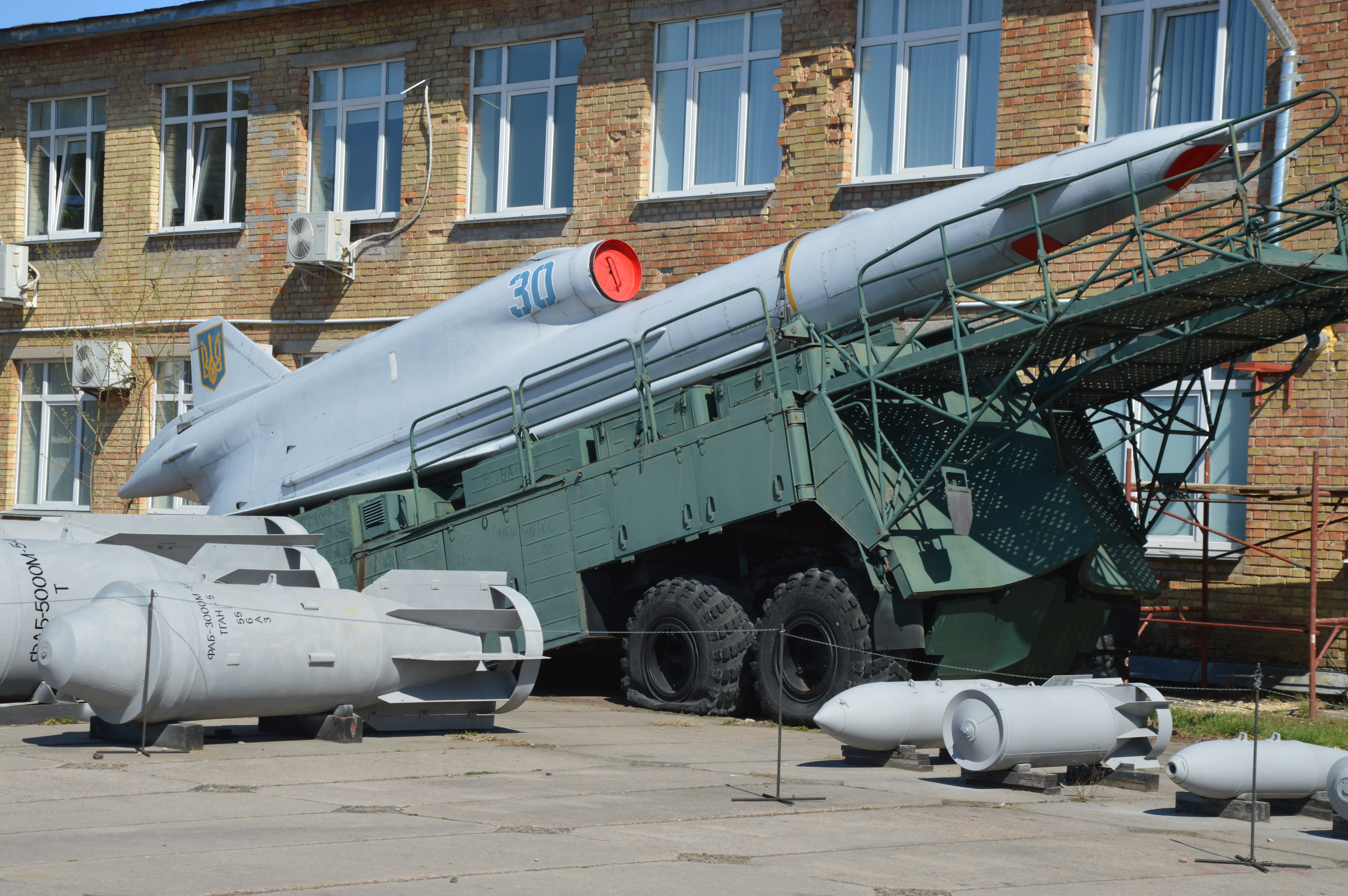
«Стриж» на пусковой установке (прицепе), в Государственном музее авиации Украины. Киев.

Ту-141 «Стриж» (по кодификации НАТО ADV-2) — многоразовый советский оперативно-тактический разведывательный беспилотный летательный аппарат (БПЛА) разработки ОКБ им. Туполева, входил в состав комплекса ВР-2 или «Стриж».

## История
«Стриж» предназначался для ведения разведки на глубину в несколько сотен километров от линии фронта на трансзвуковых скоростях. Оснащался средствами фото- и инфракрасной разведки, что позволяло использовать его при любых условиях и в любое время суток. Посадка БПЛА Ту-141 осуществлялась с помощью парашютной системы, расположенной в хвостовой части.
Комплекс выпускался на Харьковском авиазаводе, УССР, состоял на вооружении ВВС ВС СССР, с 1979 года по 1989 год, комплексы преимущественно дислоцировались на западной границе СССР.
Также разрабатывался вариант самолёта-мишени на базе Ту-141.
В Вооружённых силах России снимаемые с вооружения БПЛА этого типа использовались в качестве воздушных мишеней.
После начала весной 2014 года боевых действий на востоке Украины министерством обороны Украины было принято решение о повышении эффективности ведения авиаразведки. Одним из запланированных мероприятий стало открытие опытно-конструкторских работ по модернизации оставшихся в наличии беспилотных летательных аппаратов ВР-2 «Стриж».
Крушение Ту-141 в Загребе
10 марта 2022 года один из Ту-141 тип 2, произведённый между 1983 и 1989 годами, разбился в столице Хорватии г. Загреб. Беспилотник вошёл в воздушное пространство Хорватии из Венгрии, куда прилетел из Румынии. Позднее появились сообщения о том, что «Стриж» был оснащён авиабомбой.

## Конструкция
Ту-141 имеет цельнометаллический планер, низкоплан, с компоновкой типа «Утка». Максимальный диаметр носовой части фюзеляжа — 950 мм. Нос — конусообразный. Треугольное крыло с двухсекционными элевонами и трапециевидное вертикальное оперение было выполнено со значительными углами стреловидности, по передней кромке равными 58° и 41° соответственно. Воздухозаборник ТРД над фюзеляжем — дозвуковой, в том числе из-за этого максимальная скорость полёта была конструктивно ограничена нижним трансзвуком.
Ту-141 имеет один турбореактивный двигатель со статической тягой, равной 2000 кгс.
Для запуска самолёта используется твердотопливный ускоритель, размещаемый под хвостовой частью фюзеляжа.
Беспилотник оснащен авиафотоаппаратом АФА-86.

## Основные характеристики
- Длина: 14,33 м
- Размах крыльев: 3,88 м
- Полная масса: 5 370 кг
- Двигатель: 1 × ТРД КР-17А со статической тягой 19,6 кН
- Максимальная скорость: 1110 км/ч
- Крейсерская скорость: 1000 км/ч
- Дальность полёта: 1000 км
- Практический потолок: 6000 м

## На вооружении
Комплексы ВР-2, на 1992 год, находились на основном вооружении следующих формирований ВВС ВС СССР:
| Полное действительное наименование формирования                      | Дислокация        | Основное вооружение       | Примечания                                       |
| -------------------------------------------------------------------- | ----------------- | ------------------------- | ------------------------------------------------ |
| 379-й отдельный полк дистанционно пилотируемых летательных аппаратов | Староконстантинов | ВР-2                      | —                                                |
| 4-я гвардейская отдельная эскадрилья беспилотных средств разведки    | Дашев             | ВР-2                      | —                                                |
| 94-я отдельная эскадрилья беспилотных средств разведки               | Харьков           | ВР-2                      | Отдельная эскадрилья расформирована в 1996 году. |
| 321-я отдельная эскадрилья беспилотных средств разведки              | Рауховка          | нет данных, возможно ВР-2 | —                                                |

### Состоит на вооружении
- Украина — некоторое количество Ту-141 в составе комплексов ВР-2 (на 2017 год)[4]. Из БПЛА этой модели была сформирована 321-я отдельная эскадрилья беспилотных самолётов-разведчиков (посёлок Рауховка Березовского р-на Одесской области).

### Состоял на вооружении
- СССР — до 1991 года.
- Россия

## Сохранившиеся экземпляры
| Модификация | Бортовой номер | Местонахождение                                                                      | Изображение |
| ----------- | -------------- | ------------------------------------------------------------------------------------ | ----------- |
| Ту-141      | 21             | Военно-исторический музей воздушных сил Вооруженных Сил Украины, Украина, г. Винница |             |
| Ту-141      | н/д            | Авиационно-технический музей (Луганск)                                               |             |
| Ту-141      | н/д            | Государственный музей авиации (Киев)                                                 |             |
| Ту-141      | 05             | Центральный музей Военно-воздушных сил РФ (Монино)                                   |             |
| Ту-141      | н/д            | Музей боевой славы (Ярославль)                                                       |             |
| Ту-141      | н/д            | Технический музей имени Г. К. Сахарова (Тольятти)                                    |             |
| Ту-141      | н/д            | Центральная площадь УГАТУ (Уфа)                                                      |             |
| Ту-141      | 68             | Музей партизанской славы «Спадщанский лес»                                           |             |
| Ту-141      | н/д            | Центр беспилотных летательных аппаратов                                              |             |